# 青春再前進巡迴演唱會
巡迴演唱會是英國、愛爾蘭男子團體一世代的第四個音樂會，用以宣傳團體的第四張專輯Four。此次巡迴演唱會於2015年2月7日從澳洲雪梨開始，於2015年10月31日在英格蘭雪菲爾結束。2015年3月19日，澤恩·馬利克宣布由於壓力將從巡演中缺席。馬利克於六天後宣布退團。3月18日在香港的表演是他最後一次與團體演出。

## 外部連結
- 官方網站 （页面存档备份，存于）